# Ketenvoorwaarde
Een ketenvoorwaarde is een begrip uit de abstracte wiskundige verzamelingenleer. Ketenvoorwaarden werden voor het eerst geformuleerd door Emmy Noether in de theorie der commutatieve ringen.

## Definitie
Zij V een verzameling en ≤ een partiële orde op V.  Het paar (V,≤) voldoet aan de stijgende ketenvoorwaarde als een (en dus beide) van de volgende twee gelijkwaardige uitspraken waar is:
1. Iedere stijgende rij {\displaystyle x_{1}\leq x_{2}\leq \dots } is stationair, dat wil zeggen er bestaat een index n, zodat {\displaystyle x_{n}=x_{n+1}=\dots }
2. Iedere niet-lege deelverzameling van V heeft een maximaal element.

De omgekeerde relatie ≥ van een partiële orde {\displaystyle \leq } is eveneens een partiële orde. Men zegt dat {\displaystyle (V,\leq )} aan de dalende ketenvoorwaarde voldoet als {\displaystyle (V,\geq )} aan de stijgende ketenvoorwaarde voldoet.

## Elementaire voorbeelden
- Als {\displaystyle V} een eindige verzameling is, dan voldoet elke partiële orde aan de stijgende en de dalende ketenvoorwaarde.
- De verzameling {\displaystyle \mathbb {N} } der natuurlijke getallen met de gewone orde voldoet aan de dalende ketenvoorwaarde, maar niet aan de stijgende ketenvoorwaarde.
- De verzameling {\displaystyle \mathbb {Z} } der gehele getallen met de gewone orde voldoet aan geen van beide ketenvoorwaarden.
- Een totale ordening die aan de dalende ketenvoorwaarde voldoet, noemt men een welordening.
- Een stijgende of dalende rij niet-lege deelverzamelingen {\displaystyle A_{1},A_{2},A_{3},\ldots } van een verzameling {\displaystyle S,} dus waarvoor geldt dat:

{\displaystyle A_{1}\subset A_{2}\subset A_{3}\subset \cdots .}
respectievelijk dat:
{\displaystyle A_{1}\supset A_{2}\supset A_{3}\supset \cdots .}
voldoet aan de stijgende ketenvoorwaarde respectievelijk dalende ketenvoorwaarde, als de rij na een eindig aantal stappen stationair wordt, d.w.z. als vanaf zekere index {\displaystyle n} geldt dat {\displaystyle A_{n+k}=A_{n}.}

## Oorsprong in de ringtheorie
De oorspronkelijke stijgende ketenvoorwaarde van Emmy Noether sloeg op de verzameling van alle idealen van een gegeven commutatieve ring met eenheidselement, met als partiële orde de relatie "is een deelverzameling van". Een ring waarvan de idealen aan een dergelijke stijgende ketenvoorwaarde voldoen, noemt men thans een Noetherse ring. Als de idealen aan de overeenkomstige dalende ketenvoorwaarde voldoen, spreekt men van een Artiniaanse ring.

## Uitbreiding tot modulen
De idealen van een commutatieve ring met eenheid {\displaystyle A} zijn gewoon de deelringen (eventueel zonder eenheidselement) van {\displaystyle A} die voor de gewone vermenigvuldiging een moduul vormen over {\displaystyle A.} Men spreekt in het algemeen over een Noethers moduul als zijn deelmodulen aan de stijgende ketenvoorwaarde voldoen, en over een Artiniaans moduul als de deelmodulen aan de dalende ketenvoorwaarde voldoen.
Een merkwaardig resultaat in de commutatieve algebra is de stelling dat alle Artiniaanse ringen ook Noethers zijn. Voor algemene modulen geldt deze implicatie niet, zoals het volgende voorbeeld aantoont.

### Voorbeeld
Zij {\displaystyle p} een priemgetal. Beschouw voor elk natuurlijk getal {\displaystyle n} de abelse groep {\displaystyle G_{n}} van {\displaystyle \mathbb {Q} /\mathbb {Z} } (de breuken modulo hun geheel deel) die gevormd wordt door de equivalentieklassen van breuken waarvan de noemer een deler is van {\displaystyle p^{n}.} Zij {\displaystyle G} de deelgroep gevormd door de equivalentieklassen van breuken waarvan de noemer een willekeurige macht is van {\displaystyle p^{n}.} Dan is {\displaystyle G} de vereniging van alle {\displaystyle G_{i}} en
{\displaystyle \left\{{\overline {0}}\right\}=G_{0}\subsetneq G_{1}\subsetneq G_{2}\subsetneq \cdots }
waarbij de inclusies tussen verzamelingen strikt zijn, dat wil zeggen {\displaystyle G_{i}\neq G_{i+1}.}
De {\displaystyle G_{i}} zijn de enige echte deelgroepen van {\displaystyle G.}
Abelse groepen zijn gelijkwaardig met modulen over de ring {\displaystyle \mathbb {Z} ,} dus {\displaystyle G} is een voorbeeld van een Artiniaans moduul dat niet Noethers is.

## Bron
- (en)  M.F. Atiyah en I.G. MacDonald, "Introduction to Commutative Algebra" (Inleiding tot de commutatieve algebra), Westview Press 1969, ISBN 0-201-40751-5.